# Gachenbach
Gachenbach er en kommune i den sydlige del af landkreis Neuburg-Schrobenhausen i regierungsbezirk Oberbayern, i den tyske delstat Bayern. Den er en del af Verwaltungsgemeinschaft Schrobenhausen.

## Geografi
Gachenbach ligger i Planungsregion Ingolstadt, cirka 7 kilometer syd for byen Schrobenhausen.
I kommunen ligger ud over Gachenbach, disse landsbyer og bebyggelser: Biberfarm, Birglbach, Etzlberg, Flammensbach, Habertshausen, Hardt, Labersdorf, Maria Beinberg, Osterham, Peutenhausen, Ried, Sattelberg, Schmaushof, Spitalmühle, Weilach, Weng und Westerham. I kommunen løber den lille flod Weilach.